# Lista de programas transmitidos pela MTV Brasil

Logo da MTV Brasil, usado desde março de 2012 até setembro de 2013.

A programação da MTV Brasil foi, em grande parte, direcionada para adolescentes e adultos jovens, com base principalmente em programas sobre música, mas também lidava com moda, humor, saúde, política e meio ambiente até certo ponto.

## Musicais
- Acesso MTV (2009–2013)
- Acesso MTV: Clipes (2011–2012)
- Acústico MTV (1990–2012)
- MTV Al Dente (1994–1999)
- Aparelhagem (2007–2008)
- Àlbum MTV (2001–2002)
- Alto e Bom Som (1990–2001)
- Antes (1991)
- Aquecimento EMA (2002–2012)
- Aquecimento VMA (2001–2012)
- Aquecimento VMB (1999–2012)
- Aquecimento Movie Awards (2007)
- Aquecimento Summer Soul (2012)
- Amp MTV (1998–2005)
- Arquivo Luau (2008)
- Artista do Mês (1998-1999, 2007)
- Baba MTV (2000)
- Balada MTV (1999–2000)
- Banda Antes (2005–2006)
- Batalha de Clipes (2011–2012)
- Beat MTV (1990–2001)
- Big Vid (1990–1995)
- Big Áudio (2011)[1]
- Big Áudio: Clipes (2011–2012)
- Caixa Postal MTV (1995–1998)
- Central MTV (2000–2005)
- CEP MTV (1992–1994)
- Chapa Coco (2006)
- Clássicos MTV (1990–2003)
- Código MTV (2008)
- Coluna MTV (2009–2010)[2]
- Control Freak (2001–2005)
- Covernation (2005–2006)
- Covernation de Verão (2006–2008)
- Dance MTV (1990–1997)
- Data Clipe (2000–2002, 2013)
- Demo MTV (1991-1992)
- Domínio MTV (2008)
- Derrube o Clipe (2011)
- Disk MTV (1990–2006)
- Discoteca MTV (2007–2008, 2012)
- Dito E Feito (1996-2000)
- Estúdio Coca-Cola (2007–2008)
- Então Tá, Vamos Falar de Música (2007)
- Estúdio MTV (2013)
- Extrato MTV (2011)[1]
- Fanático MTV (2000–2005)
- Fim de Semana Especial (2000–2003)
- Feijão MTV (1994–1996)
- Flashblack MTV (1996–1998)
- Fúria Metal (1990–2000)
- Faixa de Clipes (2011)
- Garagem do Edgard (2004)
- Gás Total (1991–1999)
- Goo MTV (2011)[1]
- Goo MTV: Clipes (2011–2012)
- Grêmio Recreativo (2011)[1]
- Hits MTV (1995–1998)
- Hermanos MTV (1997–1998)
- Luau MTV (1996–2004, 2007, 2011–2012)
- Lado B (1990–2005)
- Live 8 (2005)
- Luz, Câmera, Clipe (1996–1999)
- Mega Max (1990–1993)
- Mondo Massari (1999–2000)
- MTV ao Vivo (2000–2012)
- MTV Apresenta (2004–2009)
- MTV Box (2007)
- MTV de Bolso (2006–2008)
- MTV Lab  (2005–2011)
- MTV Lab Verão (2009–2010)
- MTV Lab Mundial (2010)
- MTV Lab Especial (2009–2010)
- MTV Okê (2001–2002)
- MTV Push (2007–2012)
- MTV5 (2007)
- MTV + (2007–2009)
- MTV Hits (2011–2012)
- MTV1 (2012–2013)[3]
- MTV1 Apresenta (2012)
- Na Brasa (2011)
- Na Brasa: Clipes (2011–2012)
- Nação MTV (2000–2002)
- Non–Stop (1990–1999)
- Não tem Clipe... mas É Legal (2011)[1]
- Outra Parada (2013)
- Programa do VMB (2011–2012)
- Palco MTV (1995–1998)
- Pix MTV (1992–1994)
- Piores Clipes do Mundo (1999–2002)
- Pé da Letra (1994-1996, 2006)
- Ponto Zero (1990–1999)
- Pulso MTV (2003–2005)
- Plantão Pop (2006)
- Playlist MTV (2011)
- Para Gostar de Música (2009, 2012–2013)
- Radiola MTV (1997–1999)
- Reggae (1990–1997)
- Resposta MTV (1999–2000)
- Riff MTV (2001–2004)
- Rockstória (1991–1999)
- Rock Blocks (1990–1993, 2013)
- Rock’n’Roll (2012)
- SAP MTV (2009)
- Sunner Soul (2012)
- Sangue B (2011)[4]
- Sangue B: Clipes (2011–2012)
- Seletrônica MTV (2000)
- Show MTV (MTV World Stage) (2008–2013)
- Show na Brasa (2011–2012)[1]
- Soda Pop (2001)
- Sobe Som (2005)
- Supernova (1999–2002)
- Teleguiado (1995–1999)
- Tem uma Banda na Nossa Casa (2010–2011)
- Território Nacional (1995–1998)
- Top Mundi (2011)[1]
- Top 10 EUA (1990–2001)
- Top 10 Europa (1990–?)
- Top 2000 (1999)
- Top Top MTV (2004–2010)
- Tutti Dani (1991)
- Total Massacration (2005–2006)
- Tribunal de Pequenas Causas Musicais (2006)
- Toca Aí (2002–2008, 2012–2013)
- Top 10 MTV (2008, 2010–2013)
- Top 20 Brasil (1990–2006, 2013)
- Videoclash (2003–2005, 2007)
- Videografia (2009–2010)
- Video Collection (2003, 2005, 2013)
- VMB Diário (2009)
- VMB Shuffle (2012)
- UltraSom (1998–1999)
- Uá Uá (2001–2002)
- Yo! (1990–2006, 2013)
- Yo! MTV Raps (1994–2002)
- 121 Minutos (1991–1992)
- Tchau MTV! (2013)

## Jornalísticos
- A Entrevista (1990–2004)
- Barraco MTV (1996–2000)
- Buzina MTV (2003–2004)
- Contato MTV (2000–2001)
- Doc MTV (2009–2011)
- Grande Hora MTV (1994–1998)
- Grampo MTV (2011)[1]
- Jornal da MTV (2002–2007)
- MTV Debate (2007–2010)
- MTV Memo (2011)
- MTV no Ar (1990–1998)
- Netos do Amaral (1990)
- Notícias MTV (2008–2010)[2]
- Notícias Entrevista (2010)
- Notícias de Verão (2008–2011)
- Notícias de Biquíni (2003)
- Semana Rock (1990–2005)

## Comportamento
- A Fila Anda (2006–2008)
- Bia vs. Branca (2011)
- Beija Sapo (2005–2007)
- Didiabólico (2010)
- Erótica MTV (1999–2001, 2011)
- Fica Comigo (2000–2003)
- IT MTV (2009–2012)
- Lavanderia MTV (2008)
- Luv MTV (2011–2012)[4]
- Meninas Veneno (2001–2004)
- MTV a Go Go (1992–1995)
- MTV Sem Vergonha (2012–2013)[3]
- Peep MTV (2002)
- Perua MTV (2012)[3]
- Perua MTV Intense (2013)
- Podsex (2009)[2]
- Ponto Pê (2004–2007)
- Ponto Pê de Verão (2008)
- Programa A 2 (2010)
- Programa A 2 de Verão (2011)
- Viva! MTV (2010)
- Xpress (2006–2008)

## Viagens
- Adnet em Londres (2012)[5]
- Furo MTV em Londres (2012)
- Adnet Viaja (2012)
- Gordo Viaja (2007)
- Mochilão MTV (1996–2000, 2002–2003, 2004–2006, 2010–2011, 2013)
- Mochilão Abrolhos (1999)
- Mundial Na Estrada (2013)

## Teledramaturgia ereality shows
- A Menina Sem Qualidades (2013)
- As Quebradeiras (2007–2008)
- Awkward (2013)
- Casal Neura (2007)
- Casal Neura de Verão (2007)
- Colírios Capricho (2010–2011)
- Cribs (2008–2011)
- Catfish (2013)
- Descolados (2009)
- Disaster Date (2010–2011)
- Família MTV (2003–2008, 2010–2013)
- Grávida aos 16 (2009–2011)
- Hard Times (2011–2012)
- Jersey Shore (2010–2011)
- MTV Gringa (2003–2009)
- Na Real (1999–2003)
- Overdose (2013)
- O Proxeneta (2006)
- Os Quebradeiros (2008)
- Pimp My Ride (2005–2008)
- Pimp My Ride Brasil (2007–2008)
- Pimp My Ride UK (2007)
- Pé na Bunda (2004–2006)
- Pilotos MTV (2012)
- Pranked (2010–2011)
- Projeto Piloto (2005)[6]
- Sinhá Boça (2006)
- Skins (2011)
- Teen Cribs (2009–2010)
- Teoria das Cordas (2007)
- True Life (2008–2010)
- The Nadas (2005)
- Geordie Shore
- 20 e Poucos Anos (2000)
- Um VJ, um Ator e umas Mentiras (2004)

## Animações
- Aeon Flux (1991–1995)
- Afro Samurai (2007)
- Beavis e Butt-Head (1994–2000, 2012)[7]
- Celebrity Deathmatch (1999–2008)
- Daria (1997-2003)
- Desert Punk (2007)
- Fudêncio e Seus Amigos (2005–2011)
- Infortúnio com Funérea (2007–2013)[8]
- Garoto Enxaqueca (1996)
- Happy Tree Friends (2003–2008) (Fora do ar por causa da Rússia proíbe o show)
- Liquid Television (1991–1994)
- Megaliga MTV de VJs Paladinos (2003–2007)
- My Gym Partner's a Monkey (2010-2011)
- Rockstar Ghost (2007–2008)
- South Park (1998-2002)
- Speed Racer (1994–1995)
- The Jorges (2007–2008)
- The Maxx (1997)
- Vacalactica (?)

## Esportivos
- Cliptomaniacs (2009)
- MTV Sports (1993–2005, 2010–2012)
  - MTV Sports de Verão (2012)
  - MTV Sports Rumo ao Londres (2012)
  - MTV Sports Gumball 3000 (2013)
  - MTV Sports Cup Noodles (2013)
- Ombak (1991–1992)
- Rockgol (campeonato) (1995–2008, 2011, 2013)
- Rockgol (mesa redonda) (2003–2011)

## Variedades e humor
- 15 Minutos (2008–2010)[2]
- 15 Minutos em Dobro (2010)
- Adnet ao Vivo (2011)[1]
- Afro Samurai (2007)
- A Hora do Chay (2013)
- Badalhoca (2010)
- Balela MTV (2005)
- Batalha de Modelos (2007)
- Baú da MTV (2010)
- Bloco MTV (1995)
- Caça VJ (2002–2003)
- Câmbio MTV (2004–2006)
- Caveirão do Gordo (2008)
- Cine MTV (1990–1998, 2003–2006)
- Clipes Comédia (2011)[1]
- Comédia MTV (2010–2012)
- Comédia MTV Ao Vivo (2012)[3]
- Contos de Thunder (1996)
- Chamada MTV (1999)
- Carnaval MTV (2004, 2012–2013)
- Chá das Minas (2007)
- Dance o Clipe (2004)
- Daniella no país da MTV (2003–2004)
- Delírios de Verão (2010)
- Descarga MTV (2007–2009)
- Dito e Feito (1996–1999)
- Em Busca da Fama (2001)
- Especial MTV (1999–2013)
- Especial Red Bull Soundclash (2010–2012)
- Farofa MTV (2006)
- Fiz na MTV (2009–2010)
- Fundão MTV (2008)
- Furfles (2009)
- Furfles on the Beach (2009)
- Furo MTV (2009–2013)[2]
- Furo em Londres (2012)
- Garganta e Torcicolo (1997–1998)
- Gordo Visita (2006–2009)
- Gordo a Go-Go (2000–2005)
- Gordo Chic Show (2009)
- Gordo à Bolonhesa (2003–2005)
- Gordo Freak Show (2005–2006)
- Gordo Pop Show (1998–1999)
- Gordoshop (2009)[2]
- Gordo on Ice (2000)
- Good Vibrations (2012–2013)
- Hora Extra MTV (2011)
- Hermes & Renato (1999–2009, 2013)
- Ilha de Biquini (1997–1998)
- Ilha das Fivelas (2001)
- Invasão MTV (2007)
- Katylene TV (2010)
- Lobotomia (2010)
- Lobão ao Mar (2009–2010)
- Manifesto (1994)
- Missão MTV (2004–2005)
- Minha MTV (2008)
- Minuto VJ (2008)
- Mod MTV (2011)
- Mucho Macho (2007)
- MTV Ano a Ano (2010)
- MTV as 4 (1998–1999)
- MTV em Obras (2008)
- MTV na Laje (2012)
- MTV na Pista (2010)
- MTV Na Praia (2009)
- MTV Na Rua (2008–2009)
- MTV na Estrada (1990–2002)
- MTV no Mundial (2010)
- MTV Olímpica (2004)
- MTV Procura (2008)
- MTV em Londres (2012)
- MTV Games (2011–2013)
- My MTV (2011–2013)
- Neurônio MTV (2002–2004)
- Neura MTV (2006–2007)
- Noisey (2013)
- Os Convocados (2006)
- O Último Programa do Mundo (2013)[9]
- Overdrive (2007)
- Pé na Areia (2005)
- Pé na Tábua (1999–2003)
- Pé na Cozinha (1998–1999)
- Portal MTV (2009–2010)
- Provão MTV (2012)[10]
- Plebiscito MTV (1993)
- PC na TV (2011–2013)[1]
- Presepada (2005)
- Quebrada 19 (2006)
- Quebra Cazé (2005)
- Quebra–Galho (2007–2008)
- Quinta Categoria (2008–2011)
- Quinta Categoria de Verão (2011)
- Quiz MTV (1998–2000)
- Rocka Rolla (2012–2013)[11]
- Suor MTV (1996–2000)
- SuperSurf (2001–2003)
- Scrap MTV (2008–2010)
- Shuffle MTV (2012)
- Talk Show do Bento (2011)
- Tá Quente (2013)
- Tome Conta do Brasil (2002, 2010)
- Tela Class (2007–2008)
- Tempo MTV (2000–2001)
- Tesouro MTV (1995–2000, 2012)
- Todos os VJ's do Mundo (2008)
- Trolalá (2012)[12]
- Tudo de Bom (2000–2001)
- TVLeeZão (1991)
- Vida Log (2006)
- VJ's em Ação (2004–2005)
- VJ por um Dia (1998–2000)
- Ya! Dog (2006–2007)[13]
- 40º Graus (2008)
- 15 em Tecnologia (2011–2012)[1]
- 20 Anos MTV (2010)
- Tchau MTV! (2013)

### Farofa MTV
Farofa MTV foi um programa exibido em 2006 pela extinta MTV Brasil dentro da sua programação de verão daquele ano. O programa teve apresentação do VJ Edgard Piccoli. Os episódios, que eram exibidos aos domingos às 20:30h, foram gravados na Praia Vermelha do Norte, em Ubatuba, e no Costão do Santinho, em Florianópolis.
No programa, os músicos eram convidados para um bate-papo na areia, ao som de um violão. Eles também contavam histórias engraçadas e momentos inusitados e escolhiam clipes que gostariam de ver em um programa só seu.
Lista de Episódios
- 15/01/2006 - Otto e Nação Zumbi[16][17]
- 22/01/2006 - Pitty e Lobão
- 29/01/2006 - Dado Villa-Lobos e Revolucionnários
- 05/02/2006 - Ultramen
- 12/02/2006 - CPM 22 e Capital Inicial

## Internacionais
- The Andy Milonakis Show (2008–2009)
- Awkward (2013)
- Cribs (2008–2011)
- Blue Mountain State (2010)
- Buzzin' (2009)
- Catfish (2013)
- Dismissed (2003–2005)
- Disaster Date (2010–2011)
- A Double Shot at Love (2008)
- Exiled (2009)
- Fist of Zen (2005–2007)
- Jackass (2003–?)
- Grávida aos 16 (2009–2011)
- Hard Times (2011–2012)
- Human Giant (2010)
- Jersey Shore (2010–2011)
- I Want a Famous Face (2004)
- Living on the Edge (2009)
- Made (2006–2008)
- Man and Wife (2009)
- My Life as Liz (2009–2011)
- My Own (2006–2010)
- My Super Sweet 16 (2007)
- Na Real (1998–2003)
- NBA Jam (1998–1999)
- The Osbournes (2003)
- Paris Hilton's My New BFF (2009)
- Pimp My Ride (2005–2008)
- Pimp My Ride UK (2007)
- Pranked (2010–2011)
- Punk'd (2006–2008)
- Ridiculousness (2012-2013)
- Room Raiders (2006–2009)
- Scarred (2008)
- A Shot at Love (2007–2008)
- Skins (2011)
- Teen Cribs (2009–2010)
- Teen Mom (2010)
- That's Amore (2008)
- The Hills (2006-2011)
- Trick It Out (2007–2008)
- True Life (2008–2010)
- VBS Show (2009)
- Viva la Bam (2004–2006, 2008)
- Wanna Come Inside (?)
- Wild Boyz (2004–2008)
- 50 Cent: The Money and the Power (2009)

## Premiações e festivais e especiais
- MTV Video Music Awards
- MTV Video Music Brasil
- MTV Europe Music Awards
- MTV Movie Awards
- No Capricho
- Sonár